# Isztimér
Isztimér is een plaats (község) en gemeente in het Hongaarse comitaat Fejér. Isztimér telt 963 inwoners (2001).